# Lingua istrorumena
La lingua istrorumena (nome nativo: rumârește o anche vlășește) è una lingua neolatina in via di estinzione, parlata dal popolo istrorumeno, poche centinaia di persone nella parte centro-orientale dell'Istria.

## Caratteristiche
L'istrorumeno, assieme al meglenorumeno, al macedorumeno (o arumeno) e al dacorumeno (o rumeno vero e proprio), è un sottogruppo del gruppo linguistico rumeno parlato in Istria e a sud del Danubio.
Dopo la ritirata aureliana, alcuni daci-romanizzati emigrarono a sud del Danubio, mentre altre popolazioni dello stesso ceppo linguistico (costoboci, carpi, daci dell'est ecc.) continuarono a coabitare sin dall'epoca romana. Secondo la storiografia più recente, questa popolazione romanizzata o parzialmente latinizzata tornò in Valacchia e in Dobrugia a partire dal XIII secolo. Durante questi secoli di isolamento a sud del fiume, però, la lingua venne influenzata prevalentemente dai dialetti slavi che si parlavano nel corso del Medioevo e questo lo si nota, nel rumeno, attraverso l'utilizzo dei verbi all'infinito e dagli articoli determinativi posposti al nome. Nell'istro-rumeno troviamo però il caratteristico rotacismo della lettera n, il che fa sospettare una qualche derivazione di questo - dopo la scoperta del primo documento scritto (1521) in rumeno a Brașov - dalla lingua parlata dai daci dell'ovest e dai transilvani (abitanti all'interno della Dacia Felix). Oltretutto, i valacchi sono già menzionati in un documento vescovile del XII secolo a Trento. Una delle ipotesi più accreditate sarebbe quella che vede gruppi di tribù romanizzate in fuga dalle ultime invasioni degli ungari nel IX secolo che potrebbero in seguito essersi insediate in Istria. La successiva sconfitta dei magiari da parte dei germani forzò l'insediamento stabile di questi ultimi in Pannonia; fatto che provocò l'isolamento tra gli slavi del nord (polacchi e cechi) e quelli del sud (serbi e croati).
I valacchi dell'Istria continuarono quindi a vivere come una cellula isolata dalla madrepatria.

## Storia

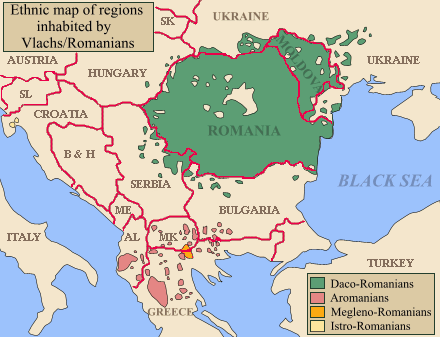
Le lingue romanze

Le analisi linguistiche suggeriscono, che gli istroromeni siano discendenti dei fuggiaschi spinti dalle invasioni ottomane nei Balcani, che per un certo periodo vissero nell'entroterra dalmata, nelle zone di Dinara e Velebit. Nel XV e nel XVI secolo questi gruppi vennero colonizzati nell'Istria centrale, nei pressi di Trieste e sull'isola di Veglia, occupando un territorio largamente spopolato a causa di epidemie e invasioni. L'area linguistica istrorumena si ridusse poi a causa dell'assimilazione linguistica da parte della maggioranza croata.
Nei tempi dell'Impero austro-ungarico non venne messa in atto nessuna tutela della minoranza istro-romena. Il Regno d'Italia, al contrario, intraprese politiche favorevoli alla minoranza istrorumena, utile strumento per contrastare la maggioranza slava dell'Istria interna. Venne creato un comune istrorumeno (Valdarsa) e si aprì una scuola in lingua romena. Andrea Glavina, il primo sindaco di Valdarsa, fu il principale promotore della rinascita degli istroromeni in quegli anni: già nel 1905 pubblicò il "Calendario lu Rumen din Istria", dove raccolse vocaboli, proverbi e racconti in uso tra i cici per tramandarne la memoria. Dopo la sua morte, avvenuta nel 1925, la scuola romena venne comunque sostituita da scuole italiane
Dopo la seconda guerra mondiale molti istrorumeni furono coinvolti nell'esodo istriano.
L'istrorumeno sopravvive in Istria solamente nei villaggi di Seiane, Susgnevizza, Lettai, Sucodro, Costorciani, Grobenico, Villanova d'Arsa e Berdo, ma è parlato in altre parti dell'Istria dove le famiglie sono emigrate (e anche in paesi intorno al mondo - gli Stati Uniti, Australia, Italia, e altrove).
La lingua istrorumena ed il suo popolo sono considerati a rischio estinzione dall'Unione europea e dalle Nazioni Unite.

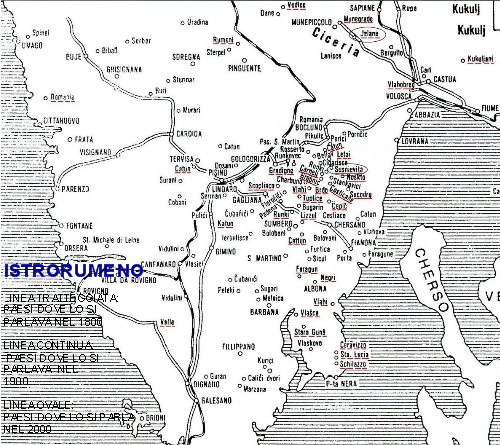
Villaggi popolati da Istrorumeni nel 1800, 1900 e 2000

## Grafia e fonetica

### Grafia
Quasi ogni ricercatore ha trascritto l'istrorumeno usando una diversa convenzione. Attualmente la grafia più utilizzata è quella di Kovačec, adottata anche dai linguisti rumeni Richard Sârbu e Vasile Frățilă, ispirata in gran parte da quella di Sextil Pușcariu, con elementi derivati dalla grafia del croato. Vrzić propone invece una grafia più vicina a quella del croato con l'aggiunta di tre sole lettere. Questa grafia è pensata per i locutori istrorumeni che hanno familiarità con grafia del croato e che vogliono imparare a scrivere nella propria lingua. Di seguito vengono riportati i grafemi che risultano differenti da quelli del rumeno standard in almeno una delle due grafie:
| IPA                           | Istrorumeno  | Istrorumeno |
| ----------------------------- | ------------ | ----------- |
| IPA                           | Kovačec 1998 | Vrzić 2009  |
| [ɒ]/[wɒ]                      | å            | å           |
| [ǝ]/[ɨ]                       | â            | â           |
| [k] davanti a a, å, â, o et u | c            | k           |
| [k] davanti a e, ę et i       | k            | k           |
| [t͡ʃ]                          | č            | č           |
| [d͡z]                          | d̦            | dz          |
| [ε]/[e̯a]                      | ę            | ę           |
| [ɣ]                           | ɣ            | g           |
| [d͡ʒ]                          | ǧ            | đ           |
| [j]                           | i̯            | j           |
| [ʒ]                           | ž            | ž           |
| [ʎ]                           | ľ            | lj          |
| [ɲ]                           | ń            | nj          |
| [ŋ]                           | ŋ            | n           |
| [ʃ]                           | ș            | š           |
| [c]                           | t″           | ć           |
| [t͡s]                          | ț            | c           |
| [w]                           | ṷ            | u           |

### Fonetica e fonologia
L'istrorumeno presenta alcune particolarità di pronuncia rispetto al rumeno standard (con la trascrizione di Kovačec):
- La å ha una diversa resa a seconda del suono che la precede, talvolta suona come la vocale [ɒ], (per esempio in čåsta «questo, questa»), altre volte come il dittongo ([wɒ]), ad esempio in cårle «chi, che». Questa vocale è sempre accentata e la sua dittongazione è più sistematica nel dialetto del nord, quello di Žejane, che in quelli del sud.
- La lettera ę viene resa, a seconda del suono che la precede, talvolta come la vocale [ε], altre volte come il dittongo [e̯a]. Anche in questo caso la dittongazione è più frequente a Žejane.
- A differenza del rumeno le vocali [ǝ] e [ɨ] non si distinguono nettamente. Talvolta si sente una, talvolta l'altra e talvolta un suono intermedio fra le due. Per questo motivo Kovačec et Vrzić le trascrivono con la stessa lettera, â.
- In istrorumeno ci sono tre consonanti palatali che esistono anche in qualche dialetto dacorumeno, per esempio quello di Maramureș:

[ʎ], come la gli italiana – esempio: l’epur «lepre, coniglio»;
[ɲ], come la gn italiana: ńivę «campo»;
[c], come la cj friulana : t″åro «tre».
- Due consonanti sono molto rare in istrorumeno e sono presenti solo nei prestiti da altre lingue:

[d͡z] in d̦ero «zero»;
[d͡ʒ] in Ǧermanii̯e «Germania».
Certi suoni si sono evoluti diversamente in rumeno e in istrorumeno:
| Latino                                    | Rumeno                                          | Istrorumeno                                      | Traduzione         |
| ----------------------------------------- | ----------------------------------------------- | ------------------------------------------------ | ------------------ |
| [a] finale non accentata: LINGUA >        | chiusura più importante: limbă                  | chiusura meno importante: limbę                  | lingua             |
| [e] accentata: FERRUM >                   | dittongazione: fier                             | fl’er                                            | ferro              |
| [i] accentata: LIGAT >                    | dittongazione: leagă                            | non dittongazione: lęgę                          | lui/lei lega/legge |
| [o] accentata: NOCTEM >                   | dittongazione: noapte                           | non dittongazione: nopte                         | notte              |
| [kl]: CLAMARE >                           | caduta della de [l]: chema                      | palatalizzazione de [l]: cl’emå                  | chiamare           |
| [gl]: *GLEMUS >                           | caduta della [l]: ghem                          | palatalizzazione di [l]: gl’em                   | gomitolo           |
| [n] intervocalica semplice : BENE >       | immutata: bine                                  | rotacismo: bire                                  | bene               |
| [mn]: SCAMNUM >                           | scaun                                           | scånd                                            | sedia, tavola      |
| [nv]: *INVITIARE >                        | a învăța                                        | ânmețå                                           | imparare           |
| [l] + Consonante ALBUM >                  | immutata: alb                                   | caduta della [l] : åb                            | bianco             |
| [ll] + desinenza al singolare: VITELLUS > | [l] semplice: vițel                             | caduta di [ll]: vițe                             | vitello            |
| [gw] + [e] o [i]: SANGUEM >               | Trasformazione in affricata della [g]: sânge    | Trasformazione in fricativa della [g]: sânže     | sangue             |
| [g] + [e] o [i]: GENUC(U)LUM >            | Trasformazione in affricata della [g]: genunchi | Trasformazione in fricativa della [g]: žeruŋclʼu | ginocchio          |

Altre particolarità comuni ai dialetti istrorumeni sono:
- talvolta la caduta della [a] iniziale non accentata : (a)flå vs. rumeno a afla «imparare, sapere, trovare»;
- assenza della [j] dopo consonante a fine parola: omir vs. oameni ’gens’;
- assenza dei dittonghi discendenti con [w] : av dat vs. au dat «hanno dato»;
- vocale + [v] vs. vocale + [u]: avzi vs. a auzi «sentire».

Alcune particolarità sono specifiche di uno o dell'altro dialetto:
- Nel dialetto di Šušnjevica c'è la tendenza a non distinguere [s] da [ʃ]. Così il nome del villaggio viene qui pronunciato Șușńevițę o Sușńevițę. Inoltre, a differenza degli altri dialetti, in questo si pronuncia  [t͡s] al posto di [t͡ʃ] e [z] al posto di [ʒ]: țer «cielo», fețor «ragazzo», sânze «sangue», zeruŋclʼu «ginocchio», zos «giù».
- Nel dialetto di Žejane, /g/ si realizza normalmente come [ɣ].
- Sempre a Žejane anziché [ε]/[e̯a] la lettera finale delle parole femminili si pronuncia [a], in tal modo senza un contesto adeguato al femminile non si distingue fra la forma con articolo definito da quella senza articolo: limba significa «lingua» ma anche «la lingua».

## Grammatica e sintassi
L'istrorumeno ha molte caratteristiche morfologiche e sintattiche della lingua latina.
La struttura dei verbi è semplificata, ma conserva l'infinitivo ed il participio della lingua latina.
VERBI ISTRORUMENI
Coniugazione I, II, III, IV

Infinitivo: cl´amå, ramaré, båte, durmí

altri verbi di I coniugazione: stå, turnå, zucå

altri verbi di II coniugazione: ve, tiré, be

altri verbi di III coniugazione: årde, pl'erde, zacl'ide

altri verbi di IV coniugazione: avzí, fi, cuperí

altri verbi di IV coniugazione formati con -éi ed -úi: bivéi, movéi, piséi, frustikéi, carúi, radúi.
I verbi che finiscono in -véi ed -úi sono interattivi, mentre quelli che finiscono in -éi sono perfettivi od imperfettivi.
Coniugazione I, II, III, IV

Gerundio: rugánda, tiránda, tragánda, avzínda, copéinda

Presente

Coniugazione I, II, III, IV

1.pl.: rugån, tirén, mézen, avzín

3.pl.: rógu, tíru, mégu, åvdu

Imperfetto
Coniugazione I, II, III, IV

1.sg.: rugåiam, cadéiam, trazéiam, avzíiam

2.sg.: rugåiai, cadéiai, trazéiai, avzíiai

3.sg.: rugåia, cadéia, trazéia, avzíia

1.pl.: rugåian, cadéian, trazéian, avzíian

2.pl.: rugåiat, cadéiat, trazéiat, avzíiat

3.pl.: rugåia, cadéia, trazéia, avzíia
Passato remoto
Il passato remoto è formato col participio passato e viene associato col verbo ausiliare "ve" nel presente.

1.sg. rugåt-am

2.sg. tirút-ai

3.sg. tras-a

1.pl. avzít-am

2.pl. verít-at

3.pl. copéit-a(v)
Congiuntivo presente

è identico all'indicativo presente, ma viene preceduto dalla congiunzione "se" o "neca".

Condizionale presente

res, rei, re, ren, ret, re) + rugå
Condizionale passato

(res, rei, re, ren, ret, re) + fost + rugå
Condizionale futuro

Coniugazione I, II, III, IV

1.sg.: rugår, tirúr, trasér, avzír, copéir

2.sg.: rugåri, tirúri, traséri, avzíri copéiri

3.sg.: rugåre, tirúre, trasére, avzíre, copéire

1.pl.: rugårno, tirúrno, trasérno, avzírno, copéirno

2.pl.: rugåret, tirúret, traséret, avzíret, copéiret

3.pl.: rugåru, tirúru, traséru, avzíru, copéiru
Il vocabolario è molto simile a quello della lingua latina, come si può vedere ad esempio dai pronomi personali: io/ego; tu/tu; ie/illus; io/illa; noi/nos; voi/vos; el'i/illi; eale/illae.
Una caratteristica dell'istrorumeno è il "rotacismo", cioè la tendenza a sostituire la "n" colla "r". Ad esempio il latino "lumina" (luce) diventa "lumira" in istrorumeno.
A continuazione si citano alcuni proverbi istrorumeni, con traduzione in lingua italiana:
- Nuie carne far de ose / non c'è carne senza ossa
- Bure lemne face bur foc / buona legna fa buon fuoco
- Ce a facut maia va face si feta / ciò che fa la madre lo fa la figlia
- Roba nu face frataru / l'abito non fa il monaco

## Toponimi locali
Si riporta di seguito la trascrizione in lingua istrorumena dei toponimi ufficiali croati di otto villaggi, in cui è ancora parlato l'istrorumeno (con, tra parentesi, indicazione del nome in lingua italiana:
- Jeiăn / cr. Žejane (it. Seiane)
- Şuşńeviţa o Şuşńeviţe / cr. Šušnjevica (it. Valdarsa)
- Noselo o Nosela / cr. Nova Vas (it. Villanova d'Arsa)
- Letaj / cr. Letaj (it. Lettai)
- Sucodru / cr. Jasenovik (it. Sucodro / Iessenovizia)
- Costârcean / cr. Kostrčani (it. Costorciani)
- Grobenjco / cr. Grobnik (it. Grobenico)
- Berdo / cr. Brdo (it. Briani)

Diversi comuni della zona circostante presentano inoltre una denominazione slava derivata dall'istrorumeno: Buzet (it. Pinguente) da buză (labbra), Katun (it. Cattuni) da cătun (casolare), Gradinje (it. Gardini) da grădină (giardino).

## Testi

### Padre Ireneo della Croce – Lista di vocaboli (1698)
Nella sua “Historia antica e moderna, sacra e profana, della città di Trieste”, pubblicata a Venezia nel 1698, il predicatore carmelitano fra Ireneo della Croce (Giovanni Maria Manarutta), fa riferimento alla presenza di pastori di lingua romena (Chichi) sull’altopiano triestino e riporta una lista di vocaboli e brevi frasi che rappresenta probabilmente la più antica attestazione dell’istroromeno. L’autore cita anche il termine Rumeri, con cui i pastori indicavano se stessi.
Parole e Vocaboli usati da Chichi
| Anbla cu Domno Anbla cu Uraco Bou Berbaz Basilica Cargna Cassa Caiss Companja Copra Domicilio Filie mà Forzin Fizori mà Fratogli mà Lapte Matre mà Mugliara mà Padre mà Puine Sorore mà Vino Urra Ova | Ambula cum Domino Ambula cum Dracone Bos Huomo Basilica Carne Casa Caseus Campana Capra Domicilium Mie Figlie Forceps Miei Figliuoli Miei Fratelli Latte Mater mea Mia Moglie Mio Padre Pane Mea Soror Vino Una ovis |

### Alberto Fortis - Padre Nostro (1774 circa)
In un articolo del 1976 il romanista croato Žarko Muljačić pubblica il contenuto di alcune carte appartenenti all’illuminista padovano Alberto Fortis, conservate nella Biblioteca Universitaria di Lubiana. In uno di questi fogli compare un testo del Padre Nostro (oltre ad un elenco di parole con traduzione latina) nel dialetto istrorumeno parlato nel villaggio di Pogliza, sull’isola di Veglia. Il testo può essere fatto risalire al 1774 o poco prima ed è al momento la più antica testimonianza conosciuta del dialetto romeno di Veglia.
Pater noster in dialetto Poglizano dell'Isola di Veglia
| Çiaççe nostru, carle jesti in Çer, sveta se nume attev; neca vire Cragliestvo attevo; neca fie voglia atta cum jaste in çer, assa si pre pemint. Prà anostra desvacazi dò a noi astes. Si prosta a noi dughe anostre cum si noi prostam lù duxniç anostri. Si nu lasa noi accàda in napast nego osloboda nos de rev. Amen |

### Ivan Feretić (1819) - Preghiere
Nel 1819 il sacerdote di Veglia Ivan Feretić (Verbenico 1769-1839), nel suo “Fragmen historiae Civitatis et insulae Veglae” (scritto in croato e pubblicato nella rivista "Pucki prijatelj" nel 1903), trascrive due preghiere nel dialetto istrorumeno parlato nel villaggio di Pogliza:
Padre nostro
| 1. Cače nostru, kirle jesti in čer 2. Neka se sveta nomelu tev 3. Neka venire kraljestvo to 4. Neka fiè volja ta, kasi jaste in čer, asa si prepemint 5. Pire nostre desa kazi da ne astec 6. Si lasne delgule nostre, kasisi noj lesam al delsnic a nostri 7. Si nun lesaj in ne napasta 8. Nego ne osloboda de rev. Asasifi. |

Preghiera di Gesù Cristo: Gospodínu Domniču Isúse Cristose Fiľu lu Domnu mílę'iaste- ma pre mire Pecåtosu.
Ave Maria
| 1. Sora Maria pliena de milosti Domnu kutire 2. Blagoslovitest tu intre mulierle, si blagoslovituj ploda dela utroba ta Isus 3. Sveta Maria, majula Domnu, rogè Domnu za noj akmoče si in vrajme de morte a nostru. Asasifi. |

### Antonio Covaz (1846) - Narrazioncelle
Il numero del 3 gennaio 1846 della rivista “L’Istria” pubblicata da Pietro Kandler contiene un lungo articolo di Antonio Covaz, che descrive usi e costumi degli Istrorumeni (chiamati da Covaz “Rimliani”). Covaz riporta anche due saggi linguistici con la traduzione in italiano.
Due uomini
| Doi omir (n) ämnata en ra (la) se calle; ur (un) de jegl afflata o secura, e cgläma: Oh veri ça am jo afflat. N' am aflat moresti sice, sice cella ato; ma aremo afflat. Salec pocle verita cegli cargli secura pglierdut, e resulta secura en mera lu cela car le vo afflat, poç nita maltrateil sa tata. O morz-esmo cglamata jeigl tunce. Compagna a lui. Nu smo, moresti sice, ma jessam. Saz c'ai tu secura afflat cglämat-ai, jon vo e no noi amo vo afflat. | Due passeggeri se ne andavano alla lor via: l'un d'essi adocchia una scure e grida: Oh vedi quel che ho trovato! - non ho trovato, dovresti dire, rispose l'altro; ma "abbiamo trovato". Sopraggiungono poco dopo coloro che avevano perduta la scure, e adocchiatala in mano al viandante, cominciarono a maltrattarlo per ladro. - Oh siamo morti! Gridò quegli allora. - E il compagno a lui. Non "siamo" devi dire, ma "sono". Giacché poco fa quando tu avevi ritrovata la scure, tu gridavi, l'ho, non l'abbiamo trovata. |

La cicala e la formica
| Jarna fosta e cruto race. Frùmiga car avut neberito en vera çuda hrana, stata smirom en rä sä cassa. Cercecu sebodit su pemint, patita de home e de race. Rogata donche fruniga necaegl duje salec muncà xivi. E fruniga sice, juva ai tu fost en jirima (inima) de vera. Suç che n'ai tu tunce a te xivlenge prevavit. - En vera sissa cercecu cantatam mi divertitam cargli lrecut. E fruniga ersuch: S'ai tu en vera canta, avmoci che jarna, e tu xoca. | Era d'inverno, e gran freddo. La formica che aveva già raccolte molte provvigioni nell’estate, se ne stava tranquilla nella sua casa. La cicala, ficcatasi sotterra, languiva di fame, di freddo. Pregò dunque la formica che le desse un po' da nutrirsi, tanto da vivere. E la formica a lei: Dov'eri tu nel cuor dell’estate? Perché dunque allora non ti preparasti al tuo vitto? – Nell’estate, rispose la cicala, cantavo e divertivo i passeggeri. E la formica sorridendo: Se tu d’estate cantavi, ora che è inverno, e tu balla. |

### Pietro Kandler (1849) - Saggi di lingua Valaca
Sempre sulla rivista “L’Istria” nel novembre del 1849 compaiono alcuni saggi di Istrorumeno (definito “lingua Valaca”), in buona parte traduzioni di brani dal latino. Riportiamo la traduzione di una favola di Esopo con le note originali (tra parentesi) e il testo latino:
Il cane e il pezzo di carne
| Brecu (slavo) carle carna a portat, mess'a preste apa (trans aquam) Vesut-gli-se su apa cheiat (quell'altro) brecu carle carna porta. E lassata a sa, (la sua) vrut ha cia ata carna cazza. Assa (cosi) pglierdut a ura si ata; cia ce je a avut, lat k apa — e cia ata che na fost n'avo cazzat. | Canis carnem portans aquam transibat. Videbatur ei alius canis esse sub aqua qui carnem portabat. Et dimissa propria voluit aliam carnem apprehendere. Orbalus itaque utraque, illam quam habuit abstuiit aqua, et aliam quae non erat non apprehendit. Qui multa habent, cupiunt plura, et ea quae habent omittunt. |

### Jakob Sajovec (1856) - Preghiere in lingua valacca
Nell’ottobre del 1856 la rivista Novice, pubblicata a Lubiana, ospita un articolo di Jakob Sajovec in cui vengono riportati (con grafia slovena) il Padre Nostro, l’ave Maria, il Credo, i sette sacramenti e i sette peccati capitali nel dialetto istrorumeno di Šušnjevica (val d’Arsa). Riportiamo, a titolo di esempio, il Credo:
Credo
| Jo (jo) kred en Domnu čače, karle pote tot, karle fakut čeru ši pemintu. Ši en Isukerst, filju alui ensnaskut, Domnu anostru. Karle fost zečnit de sveti Duh, naskut de Maria fete. Karle fost munčit su Poncie Pilatu: rastezejt, mort, zekopejt. Mes av en čer, sede na desde čače, karle pote tot. Dende are veri za sendi čeli vii ši čeli morci. Jo kred en sveti Duh, srete maja baserike kerstjanske. Svete kompanije. Odprosté nam anostru pekat. Zivotu uživi. Življenje za vavek. Amen. |

### Graziadio Isaia Ascoli (1861) – Padre Nostro
Nel 1861 Graziadio Isaia Ascoli, nel volume “Studj Critici”, pubblica un articolo dedicato alle minoranze straniere in Italia in cui compare un’ampia trattazione dell’Istrorumeno, basandosi su materiale inviatogli nel 1860 dal sacerdote Antonio Micetich, originario di Berdo in Valdarsa. Tra i saggi compare anche una versione del Padre Nostro:
| Čaće nostru carle šti en ćer; svetija-se te lume (oppure: lumele tev); verìja tä kraljestvo (op. kraljestvo tä); fia volja tä, caši en ćer aša ši en (op. pre) pemint. Pera nostra de saca zi dä a noi astez (op. asteze), ši perdunäna (op. perdunä a noi, o lass a noi) nostri dag (op. nostre dugure) caši noi lassam lu nostri duznić; ši nu na (op. noi) zepeljei en napast, ma zbave noi de rev. |

### Giovanni Papanti (1875) - Novella I.9 del Boccaccio
All'interno della raccolta di versioni dialettali della nona novella del prima giornata del Decamerone, pubblicata da Giovanni Papanti nel 1875 e intitolata I parlari italiani in Certaldo alla festa del V centenario di Messer Giovanni Boccacci, compare anche una versione nel dialetto istrorumeno di Berdo (indicato come rumano-slavo).
Rumano-Slavo – Berdo (Istria. Valdarsa)
| Dunque sik, che en vrame (1) de pivi Eralj de Cipri, pocle av (avut) dobandit svetu locu (Jerusàlem) di la Gottfrid de Buglion, nascut-a (2), che o nobile muliera di Guascogna, än sveta cale mes-a la Grobu, denda turnat, verit-a 'n Cipru, da nuscargli zločesti omir fost-a grumbo osramotita: de ce ja far de ničura utisegne zalostilča, penseit-a di obernise lu Kralju; ma lja (glia) fost sišo de nuscarle, che fatica se ra pljarde, din ča ka je fost di grumba živlenje e di assa zalik bire, che ne che ra fost je ate nepravice apparà; ma si, si assale grumbo sopportat-a, akăta che saki car le avut un jad ku je, ca cu facelj rusire sfugheit. Ausindo muliera cästa, dispereit-a della osveta, far de ničura utišenje de aljei stvara proponit-a mučkà la miseria de casta Kralj, si verindo äntru je, si ša: «Domnu meu, jo nu viqj antru tire antreba osveta de ča če mi s-a facut, ma din ča te rogo che tu mi je sići cum tu poci căie crivigne sopportà ces ku (ce jes-ku) ci je facute, che jo pok cu patientìa mäle sopportà; cara domnu, sti je, se ras putä, rada ras ci je darui, che jesti bur portator.» Kralju pir akmoce kassan si len, ca si din sommi sbudit, počnit-a della crivica lu cästa muliera facut-a, cara s'-a (se-au) kruto vindikeit, verit-a ostru persicutor de tots car lje la fost dakmoce face ce va cuntro la lui cruna. (1) ä =ae lat., ir tedesco. - (2) Nascut, participio; -a, ausiliare. |

### Andrea Glavina (1905) - Calindaru lu Rumeri din Istrie
Nel 1905 Andrea Glavina pubblica a Bucarest il “Calindaru lu Rumeri din Istrie” (Calendario dei Rumeni dell’Istria), il primo testo interamente in istrorumeno. Riportiamo, per confronto, le tre preghiere (si noti la quasi totale scomparsa dei prestiti slavi):
Ciace Nostru
| Ciace nostru carle şti în cer, posveti-sa numele tev, neca vire cesaria tea, fie volta tea, cum e în cer şa şi pre pemint; Pîra nostrea cea de tote zilele dea-ne-v-o astez şi ne scuzea pecatele nostre cum şi noi scuzeain lu celti carlii ne ofendesc; Şi nu duce pre noi în napast şi ne scapea de cela reav. Amen. |

Cred in Domnu
| Io cred în ur Domnu, Ciacea care ţire tote, care facut-a ceru şi pemintu, ceale ce se vedu şi ceale ce nu se vedu. Şi în Gospodinu Isus Crist, filĭu lu Domnu, îns nascut, care din Ciace nascut-s-a, manche de toţ secoli. Svitlost din svitlost, Domn pravi din Domn pravi, nascut nu facut, din urea substanţea caşi Ciace, prin care tote facut-s-av. Carle za noi omiri şi za scaparea nostrea lasat- s-a din cer şi s’a înjivotit dila Svetu Spirit şi din Vergura Maria şi facut-s-a om. Şi fost-a restignit za noĭ în timpu Iu Ponţiu Pilat şi suferit-a şi fost-a zecopeait şi uscîrsnit-a treia zi cum fost-a piseait în Sveta Seripturea. Şi dignit-s-a în cer şi şade la desna lu Ciace. Şi nazat va veri cu glorie săndi celii vili si celii morţ, lu care cesarie nu se va fini. Şi in Svetu Spirit, Domnu ce dae jivlenĭe, care din Ciace iase şi dila Filĭu, cela ce scupa cu Ciace şi Filĭu e adoreaĭt şi glorieait, carie a cuvintat prin proroci. In urea svetea, catolichca şi apostolichea baserichea. lo recunoscu ur cîrst za oprostirea lu pecatele. Io şteptu scularea lu morţi şi jivlenĭa de secole, cea ce fi-va. Amen. |

Salutatja lu Sveta Maria
| Veselea-te, Mario, care nascut-aĭ pre Domnu, cea pliirea de graţie, Domnu cu tire. Blagoslovitea şti între mulĭer şi blagoslovit îĭ fructu dila utroba tea, Isus. Mario, Maia lu Domnu, roghea Domnu za noĭ acmoce şi în timpu de morta nostrea. Amen. |

### Andrea Glavina (1922) - Inno istrorumeno
A conclusione si riporta l'Inno degli Istrorumeni composto da Andrea Glavina, l'apostolo del popolo istrorumeno. Fu pubblicato nel 1922 in occasione dell'inaugurazione della prima scuola di lingua romena nell'unico comune istrorumeno di Valdarsa, istituito dal Regno d'Italia nel 1921.
| Imnul istro-românilor | Imnul istro-românilor | |
| istrorumeno | (daco)rumeno | Inno istrorumeno (italiano) |
| --- | --- | --- |
| Roma, Roma i mama noastra noi Romani ramanem Romania i sara noastra tot un sang-avem. Nu suntem siguri pe lume si'nea avem frati Italiani cu mare lume mana cu noi dati Ca sa fim frate si frate cum a dat Dumnezeu sa traim pana la moarte eu si tu si tu si au. | Roma, Roma-i mama noastră noi Români rămânem România-i ţara noastră tot un sânge avem. Nu suntem singuri pe lume şi suntem fraţi Italieni cu mare nume mâna cu noi daţi Ca să fim frate şi frate cum a dat Dumnezeu să trăim până la moarte eu şi tu şi tu şi eu. | Roma, Roma è la nostra madre noi rimaniamo Romani la Romania è la nostra terra tutti un sangue abbiamo. Non siamo soli al mondo e siamo fratelli Italiani dal nome illustre stringiamo le mani Siamo fratelli e sorelle come ha stabilito il Signore viviamo fino alla morte io con te e tu con me. |